# Çavuş, Seydişehir
Çavuş là một thị trấn thuộc huyện Seydişehir, tỉnh Konya, Thổ Nhĩ Kỳ. Dân số thời điểm năm 2011 là 772 người.